# 2016 em Portugal
Lista dos principais acontecimentos no ano 2016 em Portugal.

## Incumbentes
- Presidente de Portugal: Aníbal Cavaco Silva (até 9 de março) e Marcelo Rebelo de Sousa (a partir de 9 de março)[1]
- Primeiro-ministro de Portugal: António Costa
  - Presidente do Governo Regional dos Açores: Vasco Cordeiro
  - Presidente do Governo Regional da Madeira: Miguel Albuquerque

## Eventos
- 8 de janeiro — Parlamento aprova a reposição dos quatro feriados nacionais suprimidos desde 2013, nomeadamente o do Corpo de Deus (data móvel), o de Todos-os-Santos (1 de novembro), o da Implantação da República (5 de outubro) e o da Restauração da Independência (1 de dezembro).[2]
- 15 de janeiro — Furacão Alex chega aos Açores, passando a cerca de 20 quilómetros a leste da ilha Terceira, no Grupo Central.[3]
- 24 de janeiro — Eleições presidenciais, vencidas pelo candidato PPD/PSD Marcelo Rebelo de Sousa.[4]
- 5 de fevereiro — Entrega do Orçamento do Estado para 2016, pelo ministro das Finanças, à Assembleia da República.[5]
- 1 de março — Entrada em vigor a lei (Lei n.º 2/2016, de 29 de fevereiro) que permite a adoção por casais homossexuais, após outras quatro tentativas de legalização falhadas.[6]
- 9 de março - Tomada de Posse de Marcelo Rebelo de Sousa, como Presidente da República[4]
- 16 de março — Parlamento aprova o Orçamento de Estado para 2016.[7]
- 21 de março — Operação Polimento realizada pela Polícia Judiciária em Lisboa, em conjunto com as autoridades brasileiras através da Polícia Federal, prende o operador financeiro luso-brasileiro Raul Schmidt Felippe Junior, foragido do Brasil desde 2015.[8]
- 24 de março — Colisão de uma carrinha com um camião, em Moulins (França), vitima doze portugueses emigrantes que viajavam com destino a Portugal.[9]
- 13 de abril — Expansão da rede do Metro de Lisboa, com a inauguração da Estação Reboleira que adiciona 579 metros à Linha Azul.[10]
- 25 de abril — Abertura ao público do NewsMuseum, um museu dedicado aos meios de comunicação, situado nas instalações do extinto Museu do Brinquedo, em Sintra.[11]
- 29 de abril — Manifestação de milhares de taxistas contra a Uber, em Lisboa, Porto e Faro.[12]
- 7 de maio — Inauguração do Túnel do Marão, o maior túnel da Península Ibérica com 5,6 km, que veio dar sequência à autoestrada A4 entre Porto e Amarante.[13]
- 24 de maio — É publicada uma nova lei (Lei n.º 13/2016, de 23 de maio) que proíbe a venda da casa de família em execuções fiscais — não trava a execução da habitação por parte dos bancos. Isto é, a Autoridade Tributária e Aduaneira (AT) pode penhorar uma habitação própria a permanente do devedor, mas o Estado fica impedido de proceder à sua venda, podendo os devedores permanecer na habitação.[14]
- 1 de julho — Descida do IVA na restauração da taxa máxima de 23% para uma intermédia de 13%, com exceções.[15][16]
- 10 de julho — A Seleção Portuguesa de Futebol conquista pela primeira vez o título de Campeão da Europa, na UEFA Euro 2016, ao vencer a Seleção Francesa (anfitriã) por 1-0, no Stade de France, em Saint-Denis, França.[17][18]
- 27 de julho — A Comissão Europeia (CE) decide não multar Portugal e Espanha pelo défice público excessivo, dando mais tempo para levar o défice abaixo dos 3% do PIB.[19][20]
- Verão — Incêndios devastam 117 mil hectares (dados até 16 de agosto), representando mais de metade (53,4%) da área ardida na União Europeia e tendo ultrapassado a média dos últimos oito anos.[21] Em consequência disso, foram detidas (até 9 de agosto) 31 pessoas suspeitas do crime de incêndio florestal.[22]
  - 8 a 13 de agosto — Incêndios em diferentes localidades da ilha da Madeira destruíram áreas florestais e urbanas, num total de 3 mil hectares, provocando a morte a três pessoas e danos em mais de duas centenas de edifícios, cujos prejuízos rondam os 59 milhões de euros.[23][24][25]
- 16 de agosto — A nova Lei das Comunicações Eletrónicas (Lei n.º 15/2016, de 17 de junho) acaba com a fidelização obrigatória, por parte das empresas de telecomunicações.[26][27]
- 17 de agosto — Um jovem português de 15 anos é agredido violentamente, em Ponte de Sor, por filhos do embaixador do Iraque em Portugal, dois gémeos de 17 anos. Esta agressão choca o país e levanta questões sobre o abuso da imunidade diplomática, que os dois agressores gozam ao abrigo da Convenção de Viena.[28][29][30][31]
- 26 de setembro — Concluído o projeto de diploma que vai legalizar as plataformas de transporte, como Uber e Cabify.[32][33]
- 16 de outubro — Eleições legislativas regionais nos Açores, vencidas pelo PS.[34]
- 8 de novembro — Abertura da 8.ª edição da Web Summit, em Lisboa, um dos mais importantes eventos europeus de tecnologia, empreendedorismo e inovação, realizado pela primeira vez em Portugal.[35]
- 8 de novembro — O homem mais procurado de Portugal, Pedro João Dias (44 anos),[36] suspeito dos crimes de Aguiar da Beira, que vitimaram um militar da GNR e um civil e ainda deixou dois feridos, outro militar GNR e uma mulher, entrega-se às autoridades policiais, após 29 dias em fuga.[37][38]
- 16 de novembro — A Comissão Europeia (CE) decide encerrar o processo de possível suspensão de fundos estruturais e de investimento a Portugal e Espanha, que se devia aos défices excessivos apresentados por ambos os países.[39]
- 29 de novembro — Parlamento aprova o Orçamento de Estado para 2017.[40]
- 1 de dezembro —  Apresentação do projeto "Valorização do Património Religioso do Centro Histórico do Porto", o qual contará com verbas no valor de 1,5 milhões de euros provenientes de fundos comunitários para, entre outras coisas, restaurar todas as igrejas do referido centro histórico.[41]
- 10 de dezembro — Doação do espólio de José Saramago à Biblioteca Nacional de Portugal, numa data que assinala o 18.º aniversário da atribuição do Nobel ao referido escritor.[42]

## Economia
Abaixo apresentam-se alguns dados estatísticos e estimativas relacionados com a atividade económica em Portugal.
| 1.º trimestre        | 2.º trimestre | 3.º trimestre | 4.º trimestre | Anual  |
| -------------------- | ------------- | ------------- | ------------- | ------ |
| 12,4 %               | 10,8 %        | 10,5 %        | 10,5 %        | 11,1 % |
| Fontes: INE, Pordata |               |               |               |        |

| Portugal continental             | R.A. Açores | R.A. Madeira | Anual      |
| -------------------------------- | ----------- | ------------ | ---------- |
| 530,00 €                         | 556,50 €    | 540,60 €     | x 14 meses |
| Fontes: INE, Pordata, DGERT/MTSS |             |              |            |

| Taxa de variação homóloga do Produto Interno Bruto (PIB), em % Dados encadeados em volume (ano de referência: 2011) | Taxa de variação homóloga do Produto Interno Bruto (PIB), em % Dados encadeados em volume (ano de referência: 2011) | Taxa de variação homóloga do Produto Interno Bruto (PIB), em % Dados encadeados em volume (ano de referência: 2011) | Taxa de variação homóloga do Produto Interno Bruto (PIB), em % Dados encadeados em volume (ano de referência: 2011) | Taxa de variação homóloga do Produto Interno Bruto (PIB), em % Dados encadeados em volume (ano de referência: 2011) |
| 1.º trimestre | 2.º trimestre | 3.º trimestre | 4.º trimestre | Anual |
| --- | --- | --- | --- | --- |
| 1,0 | 1,0 | 1,7 | 2,0 | 1,4 |
| Fonte: INE 2016 | | | | |

| PIB a preços constantes (base: 2011) | PIB a preços constantes (base: 2011) |
| Valor                                | Valor per capita                     |
| ------------------------------------ | ------------------------------------ |
| 173 698,9                            | 16 822,4                             |
| Fontes: INE, BP, Pordata             |                                      |

Balança comercial (em milhões de euros)
| Exportações        | Exportações | Exportações | Importações | Importações | Importações | Balança comercial | Balança comercial | Balança comercial |
| Bens               | Serviços    | Total       | Bens        | Serviços    | Total       | Bens              | Serviços          | Total             |
| ------------------ | ----------- | ----------- | ----------- | ----------- | ----------- | ----------------- | ----------------- | ----------------- |
| 49 498,1           | 26 281,0    | 75 779,2    | 58 573,7    | 13 140,3    | 71 714,0    | −9 075,6          | 13 140,8          | 4 065,2           |
| Fonte: BP, Pordata |             |             |             |             |             |                   |                   |                   |

## Desporto
- Portugal nos Jogos Olímpicos de Verão de 2016 — conquista 1 medalha de bronze
- Portugal nos Jogos Paralímpicos de Verão de 2016 — conquista 4 medalhas de bronze

### Andebol
- Campeonato Português de Andebol de 2015–16 — vencido pelo ABC de Braga

### Automobilismo
- Campeonato Nacional de Ralis — vencido por José Pedro Fontes
- Campeonato Nacional de Todo–o–Terreno — vencido por Nuno Matos
- Campeonato Nacional de Velocidade — vencido por Tiago Magalhães
- Campeonato Nacional de Montanha — vencido por Pedro Salvador
- Rali de Portugal — vencido por Jari-Matti Latvala
- Rali Vinho da Madeira — vencido por José Pedro Fontes

### Basquetebol
- Campeonato Português de Basquetebol de 2015–16 — vencido pelo Futebol Clube do Porto

### Ciclismo
- Volta a Portugal — vencida por Rui Vinhas
- Volta ao Alentejo — vencida por Enric Mas
- Volta ao Algarve — vencida por Geraint Thomas
- GP de Torres Vedras — vencido por Rinaldo Nocentini

### Futebol
- Primeira Liga de 2015–16 — vencida pelo Sport Lisboa e Benfica
- Segunda Liga de 2015–16 — vencida pelo Futebol Clube do Porto B
- Taça de Portugal de 2015–16 — vencida pelo Sporting Clube de Braga
- Taça da Liga de 2015–16 — vencida pelo Sport Lisboa e Benfica
- Supertaça Cândido de Oliveira de 2016 — vencida pelo Sport Lisboa e Benfica
- Campeonato Nacional de Seniores de 2015–16 — vencido pelo Clube Desportivo da Cova da Piedade

### Hóquei em patins
- Campeonato Português de Hóquei em Patins de 2015–16 — vencido pelo Sport Lisboa e Benfica
- Taça de Portugal de Hóquei em Patins de 2015–16 — vencida pelo Futebol Clube do Porto

## Demografia
Abaixo seguem-se alguns dados estatísticos e estimativas sobre a população portuguesa em 2016.
População residente
| População total      | Homens    | Mulheres  |
| -------------------- | --------- | --------- |
| 10 325 500           | 4 892 000 | 5 433 500 |
| Fontes: INE, Pordata |           |           |

| Total de imigrantes legais            |
| ------------------------------------- |
| 392 969 (3,8% da população residente) |
| Fontes: INE, Pordata, SEF/MAI         |

Variação natural da população
| Nados-vivos          | Óbitos  | Saldo natural | Taxa bruta de natalidade (por mil) | Taxa bruta de mortalidade (por mil) | Saldo natural (por mil) |
| -------------------- | ------- | ------------- | ---------------------------------- | ----------------------------------- | ----------------------- |
| 87 126               | 110 535 | −23 409       | 8,4                                | 10,7                                | -2,3                    |
| Fontes: INE, Pordata |         |               |                                    |                                     |                         |

Migrações
| Emigrantes permanentes | Taxa de emigração (por mil) | Saldo migratório |
| ---------------------- | --------------------------- | ---------------- |
| 38 273                 | 9,4                         | −8,3             |
| Fontes: INE, Pordata   |                             |                  |

## Mortes

### Janeiro
- 7 — Fernanda Peres, fadista (n. 1931)[60]
- 11 — José de Queirós Vaz Guedes, jogador de hóquei em patins (n. 1938)[61]
- 16 — Aureliano da Fonseca, médico e professor universitário (n. 1915)[62]
- 18 — António de Almeida Santos, advogado e político (n. 1926)[63]
- 20 — Nuno Teotónio Pereira, arquiteto (n. 1922)[64]
- 26 — José Boavida, ator (n. 1964)[65]

### Fevereiro
- 18 — Diogo Seixas Lopes, arquiteto (n. 1972)[66]
- 24 — Jaime Ornelas Camacho, engenheiro civil e político (n. 1921)[67]
- 24 — Ernesto Oliveira, futebolista (n. 1921)[68]
- 24 — Joaquim Rosa, ator (n. 1926)[69]
- 29 — Ana Vieira, artista plástica (n. 1940)[70]
- 29 — Gabriel Raimundo, jornalista e escritor (n. 1945)[71]

### Março
- 1 — Jorge Sequerra, ator (n. 1958)[72]
- 2 — Noémia Delgado, cineasta (n. 1933)[73]
- 10 — Odete Silva, deputada (n. 1971)[74]
- 11 — Maria de Fátima Patriarca, historiadora (n. 1944)[75]
- 11 — Vasco Nunes, cineasta (n. 1974)[76]
- 14 — Nicolau Breyner, ator e humorista (n. 1940)[77]
- 18 — Joaquim Campos, árbitro (n. 1924)[78]
- 31 — Fernando Mendes, jogador e treinador de futebol (n. 1937)[79]

### Abril
- 11 — Francisco Nicholson, ator, dramaturgo e encenador (n. 1938)[80]
- 21 — Pedro Cláudio, fotógrafo (n. 1965)[81]
- 29 — Carlos de Pontes Leça, programador musical e musicólogo (n. 1938)[82]
- 30 — Paulo Varela Gomes, crítico, escritor, historiador e professor universitário (n. 1952)[83]

### Maio
- 2 — Querubim Lapa, artista plástico e professor (n. 1925)[84]
- 4 — Paulo Paraty, árbitro de futebol (n. 1962)[85]
- 28 — Vicente da Câmara, fadista (n. 1928)[86]

### Junho
- 11 — Paquete de Oliveira, sociólogo (n. 1937)[87]
- 17 — Manuel Gomes da Costa, arquiteto (n. 1921)[88]
- 21 — Carlos Rocha, designer (n. 1943)[89]

### Julho
- 2 — Camilo de Oliveira, ator e argumentista (n. 1924)[90]
- 5 — Nuno Rocha, jornalista e escritor (n. 1933)[91]
- 21 — António Inverno, artista plástico (n. 1944)[92]
- 25 — Artur Correia, futebolista (n. 1950)[93]
- 31 — Mário Moniz Pereira, treinador de atletismo (n. 1921)[94]

### Agosto
- 17 — Américo Silva, ciclista (n. 1947)[95]
- 18 — Madalena Sotto, atriz (n. 1916)[96]
- 18 — Margarida Sousa Uva, mulher do ex-primeiro-ministro de Portugal José Manuel Durão Barroso (n. 1955)[97]
- 19 — André Fernandes Jorge, editor e cofundador da Livros Cotovia (n. 1945)[98]
- 25 — Maria Eugénia Pinto do Amaral, atriz (n. 1927)[99]
- 29 — Fernando Guedes, escritor e editor (n. 1929)[100]
- 31 — Anna Paula, atriz (n. 1929)[101]

### Setembro
- 3 — Maria Isabel Barreno, escritora e investigadora (n. 1939)[102]
- 7 — António Barbosa de Melo, político e professor (n. 1932)[103]
- 10 — José Rodrigues, escultor (n. 1936)[104]
- 10 — Mário Silva, artista plástico (n. 1929)[105]
- 11 — António Domingues de Azevedo, bastonário da Ordem dos Contabilistas Certificados e deputado (n. 1950)[106]
- 11 — José Luiz da Rocha, pintor (n. 1945)[107]
- 12 —  Arquimínio Rodrigues da Costa, bispo (n. 1924)[108]

### Outubro
- 1 — Mário Braga, escritor (n. 1921)[109]
- 3 — Mário Wilson, jogador e treinador de futebol (n. 1929)[110]
- 10 — José Lello, político (n. 1944)[111]
- 27 — Jaime Fernandes, radialista e provedor do telespectador da RTP (n. 1947)[112]
- 27 — João Lobo Antunes, médico neurocirurgião (n. 1944)[113]
- 30 — Bernardino Carmo Gomes, político e membro fundador do PS (n. 1944)[114]

### Novembro
- 1 — Carlos Alberto Santos, pintor e ilustrador (n. 1933)[115]
- 11 — Alfredo Bruto da Costa, político (n. 1938)[116]
- 14 — Miguel Veiga, advogado, político e membro fundador do PSD (n. 1936)[117]
- 26 — Arlindo de Carvalho, cantor e compositor (n. 1930)[118]
- 27 — Carlos Santos, ator (n. 1937)[119]
- 28 — Cristóvão Guerreiro Norte, político e advogado (n. 1938)[120]

### Dezembro
- 3 — Hugo Ribeiro, técnico de som (n. 1925)[121]
- 10 — Alberto Seixas Santos, cineasta (n. 1936)[122]
- 11 — Carlos Rodrigues, ator (n. 1944)[123]
- 14 — Sónia Neves, atriz (n. 1976)[124]
- 22 — Luís de Azevedo Coutinho, político e ex-ministro da Defesa Nacional (n. 1928)[125]
- 23 — Celestino Ruas, guarda-redes de futebol (n. 1949)[126]
- 25 — José Silva Marques, político e ex-líder parlamentar do PSD (n. 1938)[127]
- 26 — José Pracana, guitarrista de fado (n. 1946)[128]